# Hybopsis
Hybopsis is een geslacht van straalvinnige vissen uit de familie van Cyprinidae (Eigenlijke karpers).

## Soorten
- Hybopsis amblops (Rafinesque, 1820)
- Hybopsis amnis (Hubbs & Greene, 1951)
- Hybopsis hypsinotus (Cope, 1870)
- Hybopsis lineapunctata Clemmer & Suttkus, 1971
- Hybopsis rubrifrons (Jordan, 1877)
- Hybopsis winchelli Girard, 1856